# Gustavo Lipsztein
Gustavo Lipsztein é um premiado escritor, diretor e produtor brasileiro, nascido no Rio de Janeiro. Lipsztein criou e escreveu a minissérie da Netflix Todo Dia a Mesme Noite (2023),  co-criou e escreveu a série da Fox Brasil 1 Contra Todos (2017-2020),  escreveu  o roteiro dos filmes Depois a Louca Sou Eu (Amazon/Paris 2022), O Paciente - O Caso Tancredo Neves (2018), e Polícia Federal: A Lei É Para Todos|Polícia Federal: A Lei É Para Todos (2017), e ele criou e escreveu a série da Record Sem Volta.  Ele escreveu e dirigiu o filme O Mar Por Testemunha.
Lipsztein obteve bacharelado pela Tisch School of Arts da NYU e mestrado em roteiro pelo American Film Institute, e MBA pela UCLA Anderson School of Management.

## Prêmios e Indicações
Os filme e séries de Gustavo Lipsztein foram indicados e ganharam diversos prêmios. Entre eles estão:
| 2022 | Grande Prêmio do Cinema Brasileiro   | Melhor Comédia                  | Depois a Louca Sou Eu (vencedor)              | Aumento | [ 11 ] |
| 2022 | Prêmio ABRA de Roteiro               | Melhor Roteiro de Comédia       | Depois a Louca Sou Eu (indicado)              |         | [ 12 ] |
| 2022 | Prêmio Guarani de Cinema Brasileiro  | Melhor Roteiro Adaptado         | Depois a Louca Sou Eu (indicado)              |         | [ 13 ] |
| 2019 | Prêmio Emmy Internacional            | Melhor Série Dramática          | 1 Contra Todos (indicado)                     |         | [ 14 ] |
| 2019 | Grande Prêmio do Cinema Brasileiro   | Melhor Roteiro Adaptado         | O Paciente - O Caso Tancredo Neves (indicado) |         | [ 15 ] |
| 2018 | Prêmio Emmy Internacional            | Melhor Série Dramática          | 1 Contra Todos (indicado)                     |         | [ 16 ] |
| 2018 | Prêmio ABRA de Roteiro               | Melhor Roteiro                  | 1 Contra Todos (indicado)                     |         | [ 17 ] |
| 2017 | Prêmio ABRA de Roteiro               | Melhor Roteiro                  | 1 Contra Todos (indicado)                     |         | [ 18 ] |
| 2017 | Festival de Televisão de Monte Carlo | Melhor Programa de Longa Ficção | 1 Contra Todos (indicado)                     |         | [ 19 ] |